# Marele Premiu de Vest al Statelor Unite ale Americii
Marele Premiu de Vest al Statelor Unite (în engleză United States Grand Prix West) a fost un eveniment de sport cu motor desfășurat în Long Beach, California, ca o cursă de Formula 5000 în 1975 și apoi ca o etapă din Campionatul Mondial de Formula 1 din 1976 până în 1983.

## Istoric

### Origini
A existat o tentativă de a introduce un al doilea Mare Premiu de Formula 1 în Statele Unite ale Americii, mai exact în sudul Californiei în 1972, cu Marele Premiu al Statelor Unite de Vest pe ultramodernul circuit Ontario Motor Speedway, după succesul Marelui Premiu Questor din 1971, dar aceasta nu a avut succes.
Cu circuitul Watkins Glen de pe coasta de est pe o pantă descendentă după două accidente mortale în ani succesivi și un eveniment din 1975 cu o încărcătură politică, USGP West a fost creat pentru sezonul 1976 pe un circuit îngust format din străzi urbane din Long Beach, California, situat în zona metropolitană Los Angeles de pe coasta de vest. O cursă de Formula 5000 a avut loc acolo în 1975, iar SUA a fost doar a doua țară (după Italia, în 1957) care a găzduit două evenimente din Campionatul de F1 în același sezon. Sudul Californiei mai văzuse înainte o cursă de Formula 1 de campionat; Marele Premiu al Statelor Unite din 1960 a avut loc pe faimosul Riverside Raceway, care se afla la doar o oră de mers cu mașina de Long Beach. La fel ca majoritatea circuitelor stradale folosite în Formula 1 și alte discipline de curse auto, Long Beach și-a câștigat reputația de a fi un circuit epuizant, foarte agresiv pentru mașină și pilot; tipică pentru un circuit stradal de oraș, cursa a fost un test intens al frânelor, suspensiilor și transmisiilor.

### 1976-1979
Circuitul a fost un succes imediat de la prima sa cursă din 1976, devenind răspunsul Statelor Unite la Marele Premiu al Principatului Monaco - a fost un eveniment la fel de popular ca și cel mai important Mare Premiu de Formula 1 - iar vremea excelentă și însorită din sudul Californiei a creat un cadru foarte plăcut. Evenimentul din 1976 a fost câștigat de elvețianul Clay Regazzoni la volanul unui Ferrari, coechipierul său Niki Lauda terminând pe locul 2, iar Patrick Depailler terminând pe locul 3.
În 1977 a avut loc o bătălie care a durat întreaga cursă între Lauda, sud-africanul Jody Scheckter, la volanul unui Wolf, și americanul Mario Andretti, la volanul unui Lotus. După ce a fost blocat în spatele lui Scheckter pentru cea mai mare parte a cursei, Andretti l-a depășit pe sud-african în acul de păr Queen's și a obținut o victorie de răsunet; Lauda l-a depășit și el pe Scheckter și a ocupat locul 2, iar pilotul Wolf a completat podiumul cu locul 3.
În 1978, linia de start/sosire a fost mutată pe Shoreline Drive, în partea de jos a circuitului, în loc să înceapă acolo unde se aflau boxele de pe Ocean Boulevard. Astfel, distanța cursei a fost de 79,5 tururi, iar turul de formare a mers de la boxe la startul de pe Shoreline Drive, în loc să completeze un tur întreg. Cursa a fost câștigată de argentinianul Carlos Reutemann, iar australianul Alan Jones a terminat pe un excelent loc 2 pentru Williams, obținând primul podium din palmares pentru echipa nou-formată.
În 1979, acul de păr Queen's a fost îngustat pentru a crea o lățime de pistă mai consistentă pentru start, iar startul a fost unul confuz, Reutemann fiind împiedicat să se alăture startului după ce a avut probleme cu Lotus-ul său în timpul încălzirii. Ceilalți piloți nu au fost opriți conform ordinelor, astfel că Gilles Villeneuve, ocupantul pole position-ului, a continuat, iar plutonul l-a urmat la boxe. Motorul francezului Jacques Laffite a gripat și a urcat în mașina de rezervă. Reutemann a ieșit oricum cu jumătate de tur în urma celorlalți; el s-a retras cu probleme la cutia de viteze. În cursă, francezul Jean-Pierre Jarier a avut parte de o cursă plină de energie la Tyrrell. Acesta a urcat pe locul 2, în spatele lui Villeneuve, la volanul unui Ferrari, deși a fost nevoit să coboare pentru a termina pe locul 6. Villeneuve a câștigat în fața coechipierului său Scheckter.

### 1980-1983
În 1980 au avut loc mai multe incidente, inclusiv un carambol dezastruos în acul de păr din Le Gasomet. Pilotul de la Alfa Romeo, Bruno Giacomelli, a suferit un derapaj la intrarea în acel viraj și s-a oprit pe loc, cu botul mașinii sale la doar câțiva metri de mijlocul virajului. Într-o încercare mai degrabă nerăbdătoare de a ieși din situația precară în care se aflase, Giacomelli și-a pus mașina în marșarier și, ca urmare, mai multe mașini care veneau din sens opus, care încercau să îl evite pe Giacomelli după ce acesta dăduse cu spatele pe linia de rulare, au fost nevoite să se oprească pentru a evita să îl lovească. Acest lucru a creat un accident cu efect în lanț, care a dus la avarierea altor 4 mașini, inclusiv a lui Jarier, care a avut un accident mult mai grav decât oricare dintre ceilalți piloți, lovind cu o oarecare forță Lotus-ul italianului Elio de Angelis. Totuși, cel mai grav accident avea să vină ulterior: Clay Regazzoni, la bordul unui Ensign, a suferit un accident îngrozitor când frânele sale au cedat la 290 de kilometri pe oră la capătul Shoreline Drive. În timp ce ieșea de pe traseu, pilotul elvețian a lovit în plină viteză mașina staționată a lui Ricardo Zunino. A lovit apoi zidul de lângă circuit și a trecut în linie dreaptă pe lângă acul de păr Queen's și s-a izbit frontal de barierele de reținere din anvelope. Regazzoni a supraviețuit, dar cu leziuni grave la coloana vertebrală, rămânând paralizat de la brâu în jos; nu a mai concurat niciodată în F1, dar a concurat din nou în alte forme de sporturi cu motor, deși cu comenzi de mână în loc de pedale. Brazilianul Nelson Piquet a dominat acel weekend de cursă, aceasta fiind prima dintre cele 23 de victorii ale sale în F1, iar compatriotul său Emerson Fittipaldi a ocupat locul 3.
Ediția din 1981 a adus o ușoară schimbare de circuit, unul dintre virajele de stânga de la Pine Avenue fiind transformat din două viraje într-unul singur. În această cursă, italianul Riccardo Patrese a obținut pole position în fața duo-ului dominant de la Williams format din Alan Jones și Reutemann; Patrese a abandonat în cele din urmă din cauza unor probleme mecanice, iar Reutemann a făcut o greșeală la unul dintre virajele de pe Pine Avenue, astfel că Jones a trecut pe lângă el și a preluat conducerea, pe care a păstrat-o până la steagul în carouri.
Pentru 1982, circuitul a suferit mai multe modificări, fiind eliminate acul de păr Queen's și cea mai mare parte din Pine Avenue. Pentru cursă a fost folosită o întreagă secțiune nouă de drum, astfel, distanța cursei a fost scurtată de la 79,5 la 75,5 tururi. În această cursă, Ferrari a adoptat o poziție neutră în războiul FISA-FOCA prin montarea a două aripi de dimensiuni diferite pe partea din spate a mașinilor lor. Ca un simbol al direcției în care urma să se îndrepte conflictul, aceste două aripi au exploatat o lacună în regulament; la acea vreme nu exista nicio regulă care să spună câte aripi puteau fi montate pe o mașină de F1 la un eveniment de campionat. Niki Lauda a câștigat această cursă, a treia sa cursă de la revenirea sa în sport și prima sa victorie din 1978, în fața finlandezului Keke Rosberg, la volanul unui Williams. Gilles Villeneuve a terminat pe locul 3, dar a fost descalificat din cauza celor două aripi montate pe spatele mașinii sale. Cursa în sine a fost afectată de câteva probleme organizatorice (chiar dacă Marele Premiu de Vest al Statelor Unite era cunoscut ca fiind una dintre cele mai bine organizate curse ale anului). Americanul Mario Andretti a avut o apariție unică pentru echipa Williams; el a abandonat în turul 20.
Ultimul eveniment, cel din 1983, a adus mai multe modificări ale pistei, iar problemele organizatorice au fost eliminate. Ocean Boulevard și variantele abrupte care urcau și coborau de pe acesta nu au mai fost folosite; în schimb, a fost folosită Seaside Way, un drum (la același nivel cu restul circuitului) care mergea paralel cu Ocean Boulevard. Circuitul revizuit a inclus, de asemenea, o serie de viraje strânse construite în jurul Convention Center și un ac de păr Le Gasomet ușor scurtat, astfel încât Ocean Boulevard să poată fi folosit în continuare de traficul de zi cu zi. Boxele au fost mutate pe Shoreline Drive. John Watson a câștigat cursa pornind de pe locul 22 de pe grila de start, cel mai îndepărtat loc din spate de unde un pilot de Mare Premiu modern a pornit vreodată pentru a câștiga o cursă, profitând de abandonul celor din față și de un incident între Rosberg și francezul Patrick Tambay. Lauda, coechipierul lui Watson, a terminat pe locul 2 după ce a plecat de pe locul 23 pe grilă.
După ediția din 1983, evenimentul a fost considerat prea scump pentru a mai putea fi organizat. Pe parcursul întregului weekend din 1983 au persistat zvonuri conform cărora organizatorul cursei, Chris Pook, principala figură în încercarea de a crea un „Monte Carlo al Statelor Unite” în Long Beach, a decis că Formula 1 este prea costisitoare și riscantă. Transportul echipamentelor de Formula 1 din Europa și Brazilia, plus taxele FOCA crescute făcuseră ca această cursă să devină nefezabilă din punct de vedere financiar, în special într-o țară în care cultura financiară însemna că randamentul pe termen scurt al investițiilor în afaceri era primordial, iar Long Beach nu fusese niciodată asociată cu o altă cursă din apropiere din Mexic sau în altă parte a Statelor Unite, astfel încât costurile nu puteau fi reduse. Pook fusese contactat de CART și a anunțat după cursa de F1 din 1983 că plănuia să organizeze o cursă de IndyCar la Long Beach în 1984, în loc de F1. În ciuda succesului extraordinar de la începutul cursei, în 1976, și a impactului observabil al expunerii globale pe care a adus-o orașului și zonei Los Angeles în general, organizatorii văzut campionatul CART ca fiind mai puțin costisitor și mai popular pe plan intern, având în principal piloți americani precum Mario Andretti, Rick Mears și Al Unser. Cursa de IndyCar s-a dovedit într-adevăr un succes, iar evenimentul încă se desfășoară anual. Este una dintre cele mai populare și mai bine frecventate curse din calendar.
O parte din interiorul circuitului este Long Beach Convention Center, cu o capacitate de 13.600 de locuri, care a servit, de asemenea, ca loc de boxe pentru echipele de Formula 1 atunci când se aflau în Long Beach.

### Absența continuă
În 2013, a existat o serie de speculații în presă potrivit cărora Formula 1 ar putea înlocui IndyCar la Long Beach în 2016, deoarece contractul IndyCar cu orașul Long Beach urma să expire în 2015, iar patronul Formulei 1, Bernie Ecclestone, își exprimase interesul ca seria sa să revină în zona metropolitană foarte populată din Los Angeles. Cu toate acestea, la 1 aprilie 2014, Consiliul orașului Long Beach a informat organizatorul cursei că IndyCar Series a primit o prelungire de trei ani, până în sezonul 2018.

## Edițiile Marelui Premiu de Vest al Statelor Unite (Formula 1)
Toate edițiile au avut loc pe Circuitul Long Beach.
| An     | Pole position     | Cel mai rapid tur | Pilotul câștigător | Constructorul câștigător |
| ------ | ----------------- | ----------------- | ------------------ | ------------------------ |
| 1976   | Clay Regazzoni    | Clay Regazzoni    | Clay Regazzoni     | Ferrari                  |
| 1977   | Niki Lauda        | Niki Lauda        | Mario Andretti     | Lotus-Ford               |
| 1978   | Carlos Reutemann  | Alan Jones        | Carlos Reutemann   | Ferrari                  |
| 1979   | Gilles Villeneuve | Gilles Villeneuve | Gilles Villeneuve  | Ferrari                  |
| 1980   | Nelson Piquet     | Nelson Piquet     | Nelson Piquet      | Brabham-Ford             |
| 1981   | Riccardo Patrese  | Alan Jones        | Alan Jones         | Williams-Ford            |
| 1982   | Andrea de Cesaris | Niki Lauda        | Niki Lauda         | McLaren-Ford             |
| 1983   | Patrick Tambay    | Niki Lauda        | John Watson        | McLaren-Ford             |
| Sursa: |                   |                   |                    |                          |

### Statistici
Doi piloți au obținut cel puțin câte un hat-trick (pole position, cel mai rapid tur și victorie într-o cursă): Clay Regazzoni în 1976 și Gilles Villeneuve în 1979.

#### Multipli câștigători
Constructori
| Victorii | Constructor | Ani              | Ani |
| -------- | ----------- | ---------------- | --- |
| 3        | Ferrari     | 1976, 1978, 1979 |     |
| 2        | McLaren     | 1982, 1983       |     |
| Sursa:   |             |                  |     |

#### Multipli deținători de cel mai rapid tur
| CMRT   | Pilot      | Ani              |
| ------ | ---------- | ---------------- |
| 3      | Niki Lauda | 1977, 1982, 1983 |
| Sursa: |            |                  |